# RaggaBangg (album)
RaggaBangg – pierwszy album zespołu RaggaBangg. Został wydany 27 sierpnia 2012 roku nakładem wytwórni Prosto. Gościnnie wystąpili Alozade, Pono, Bas Tajpan, Cheeba z zespołu EastWest Rockers, Junior Stress, Kasia Metza, Tomson z zespołu Afromental, Mista Don oraz Reggaenerator z zespołu Vavamuffin. Za produkcję muzyczną albumu odpowiada DJ 600V. Do utworów "Szukam bucha (naturalny haj)" i "Music generation" zrealizowano teledyski.

## Lista utworów
Źródło
1. "RaggaBangg" (gościnnie: Alozade)
2. "Szukam bucha (naturalny haj) (remix)" (gościnnie: Pono)
3. "Dzisiaj świat jest Twój"
4. "Miejsca" (gościnnie: Bas Tajpan)
5. "Zapalar" (gościnnie: Cheeba, Junior Stress)
6. "Wojna nienawiści" (gościnnie: Kasia Metza)
7. "Łapiesz to?"
8. "Respektuję"
9. "Sąsiedzi"
10. "Music generation"
11. "Piramida uczuć" (gościnnie: Tomson, Kasia Metza)
12. "Ja, wandal"
13. "Specyficzny specyfik" (gościnnie: Mista Don)
14. "Zamykam drzwi"
15. "Niewiele czasu" (gościnnie: Reggaenerator)